# سر النوار (مسلسل)
سر النوار (إنتاج سنة 2001) هو مسلسل درامي تاريخي فنتازي تشويقي ومغامرات من إنتاج المركز العربي للإنتاج الإعلامي - الأردن، إنتاج عدنان العوامله، المنتج التنفيذي طلال العواملة، تأليف وإخراج فيصل الزعبي، بطولة منى واصف، خالد تاجا، سلوم حداد، جمال سليمان، وآخرون.ملحمة روائية اسطورية مفترضة يتصارع فيها الحب على ضفاف الموت والحياة، بطلها نار الباحث عن بقائه وخلوده، وبطلتها نوارة الحاضرة الغائبة في مدينتها مدينة النوار. نار سيد القبيلة المفعم بروح العراقة الشرقية ومدينة النوار المبجلة بالحكمة والعقل. المسلسل يروي سيرة الباحثين عن الحياة قبيلة نار ورحلتهم نحو مدينة النوار، ومدينة النوار مدينة الحكمة والعقل تحاكم البقاء والتقدم، برهانهم على أنسنه نار الذي نصفه وحش ونصفه حياة.

## قصة المسلسل
حكاية اسطورية حول احتدام فكر الحكمة وفكر العرافة الشرقية بمدينة النوار وعلاقة مفهوم الخلود مع التكاثر الإنساني من خلال نموذج منطقة متوسطية مثل البتراء ومدى تأثرها بالفكر الشرقي. فهناك قبيلة نار الساعية إلى الخلود، والتي تأتمر بفكر العرافة الشرقية وهناك مدينة النوار وهي مدينة الحكمة، والعلاقة بينهما تمثلها قصة الفتاة الصغيرة التي يتزوجها نار، فتاة صغيرة يكتمل عمرها مع اكتمال القمر وهي آخر فتاة يسعى إليها نار وفي الوقت نفسه هناك سراب القادم من مدينة النوار محملا بفكر الحكمة والمنقذ للفتاة حيث يعي أن العرافة تقود نار إلى هذه المدينة التي يأتيها حكيم الحكماء متخفيا في لباس العراف ليُدخل نار إلى المدينة عريساً وليس فاتحاً ويوهمه أن الخلود هو فتاة في مدينة النوار اسمها نوارة. وعلى ايقاع هذه العلاقة يتم زواجهما وربما التحالف للقضاء على همجية القبائل والعناصر المتشردة التي يقودها رماد من قبيلة نار ليأخذ الصراع بعدا جديدا بين فكر العرافة وفكرة التشرد.

## بطولة
- منى واصف
- خالد تاجا
- سلوم حداد
- جمال سليمان
- عبير شمس الدين
- عارف الطويل
- كاريس بشار
- ياسر المصري
- مكسيم خليل
- نجاح سفكوني
- تيسير إدريس